# Ruginoasa (Neamț megye)
Ruginoasa falu Romániában, Neamț megyében.

## Fekvése
A DN 28A jelű út mellett, Valénytól délkeletre fekvő település.

## Nevezetességek
- A falu 1833-ban épült temploma, mely a letcani-i körtemplomhoz hasonló, klasszicista stílusban épült.
- A faluban találhatók Alexandru Ioan Cuza fejedelem kastélyának 19. századi maradványai.